# Колон, Рамон
Рамон Колон Асеведо  (исп. Ramón Colón Acevedo; 22 марта 1916, Мадрид — 1999) — испанский футболист, тренер.

## Биография

### Карьера футболиста
Рамон Колон с 1940 по 1945 выступал за «Атлетико Авиасьон», в составе которого в 1941 году стал чемпионом Испании. За 5 лет в команде Рамон Колон провел всего лишь 8 матчей в чемпионате. Карьеру завершил в команде второго дивизиона «Саламанка».

### Тренерская карьера
В 1953 году, после ряда неудач в чемпионате был отправлен в отставку главный тренер «Атлетико» Эленио Эррера. 1 февраля 1953 года «Атлетико» провел свой первый матч под руководством нового главного тренера Рамона Колона, обыграв «Спортинг» со счетом 1:0. В оставшейся части сезона под руководством Колона «Атлетико» одержал 7 побед, 2 матча сыграл вничью и потерпел 5 поражений, закончив чемпионат на 8-й сточке турнирной таблицы.
Сезон 1953/54 «Атлетико» начал неудачно, набрав всего одно очко в пяти стартовых матчах, после чего в октябре 1953 года Рамон Колон был отправлен в отставку.
В последующие годы Рамон Колон работал с командами второго дивизиона «Реал Мурсия», «Малага», «Райо Вальекано», «Бадахос», «Саламанка».
Умер в 1999 году.

## Достижения
- Чемпион Испании: 1941